# Robbie Eagles
James McMathaus (nacido el 1 de febrero de 1990 en Nueva Gales del Sur, Australia) es un luchador profesional australiano más conocido por su nombre en el ring Robbie Eagles. McMathaus trabaja en el circuito independiente, tales como Pro Wrestling Guerrilla, Melbourne City Wrestling, aunque destaca su trabajo en la New Japan Pro-Wrestling.

## Carrera

### Circuito independiente (2008-presente)
Robbie Eagles hizo su debut en lucha profesional en marzo de 2008 para la promoción australiana Professional Wrestling Alliance. En noviembre de 2008, Eagles derrotó a Rick Sterling y Troy The Boy para convertirse en el campeón de PWA A1GP por primera vez. En febrero de 2009, Eagles y KC Cassidy derrotaron a Mike Valuable y Madison Eagles. En mayo de 2009, Eagles defendió su campeonato A1GP contra su hermano Ryan, con un límite de tiempo de 30 minutos. Águilas defendió con éxito su título contra Matt Silva. En octubre de 2009, Eagles fue derrotado por William Kidd, perdiendo el campeonato A1GP.
En 2012, Eagles hizo su debut en Pro Wrestling Zero1 como Robby Eagle. En su debut, Eagles y Marcus Bean derrotaron a Craig Classic y Yoshikazu Yokoyama. En junio, Eagle e Ikuto Hidaka derrotaron a Bean y Classic. El 1 de julio, Eagle, ahora nuevamente llamado Robbie Eagles e Hidaka, derrotó a Jonathan Gresham y Classic. El 20 de julio, Eagles, Gresham y Hikada derrotaron a Mineo Fujita, Takuya Sugawara y Jonny Vandal.
En 2017, los Eagles debutaron en la World Series Wrestling , perdiendo contra Zack Sabre Jr. En 2018, los Eagles derrotaron a Marty Scurll, Abyss y Jimmy Havoc en un partido de cuatro vías. El 26 de junio de 2018, Eagles y Johnny Impact derrotaron a Slex y Austin Aries.

### Pro Wrestling Guerrilla (2018-presente)
Eagles hizo su debut para Pro Wrestling Guerrilla durante el All Star Weekend 14, donde él y Morgan Webster fueron derrotados por Sammy Guevara.

### New Japan Pro-Wrestling (2018-presente)
El 8 de octubre de 2018, Bad Luck Fale anunció que Eagles sería el compañero de Taiji Ishimori en el Torneo de Super Jr. Tag de 2018 , por lo que se alineará con Bullet Club.
El 29 de junio de 2019, Eagles no tuvo éxito en desafiar a Will Ospreay por el Campeonato Peso Pesado Junior de la IWGP. La noche siguiente se volvió contra el líder de Bullet Club, Jay White, para alinearse con CHAOS.
En Wrestle Grand Slam celebrado el 26 de julio del 2021, Eagles logró vencer al Desperado. Gracias a esa victoria, logró ganar por primera vez en su carrera el IWGP Junior Heavyweight Championship.

## En lucha
- Movimientos finales
  - Ace Crusher (Cutter)[2]
  - Pulse Drop (Shiranui)
  - Warp 4.5 (450° splash)
- Apodos
  - "Above Average"

## Campeonatos y logros
- 1Fall Entertainment 

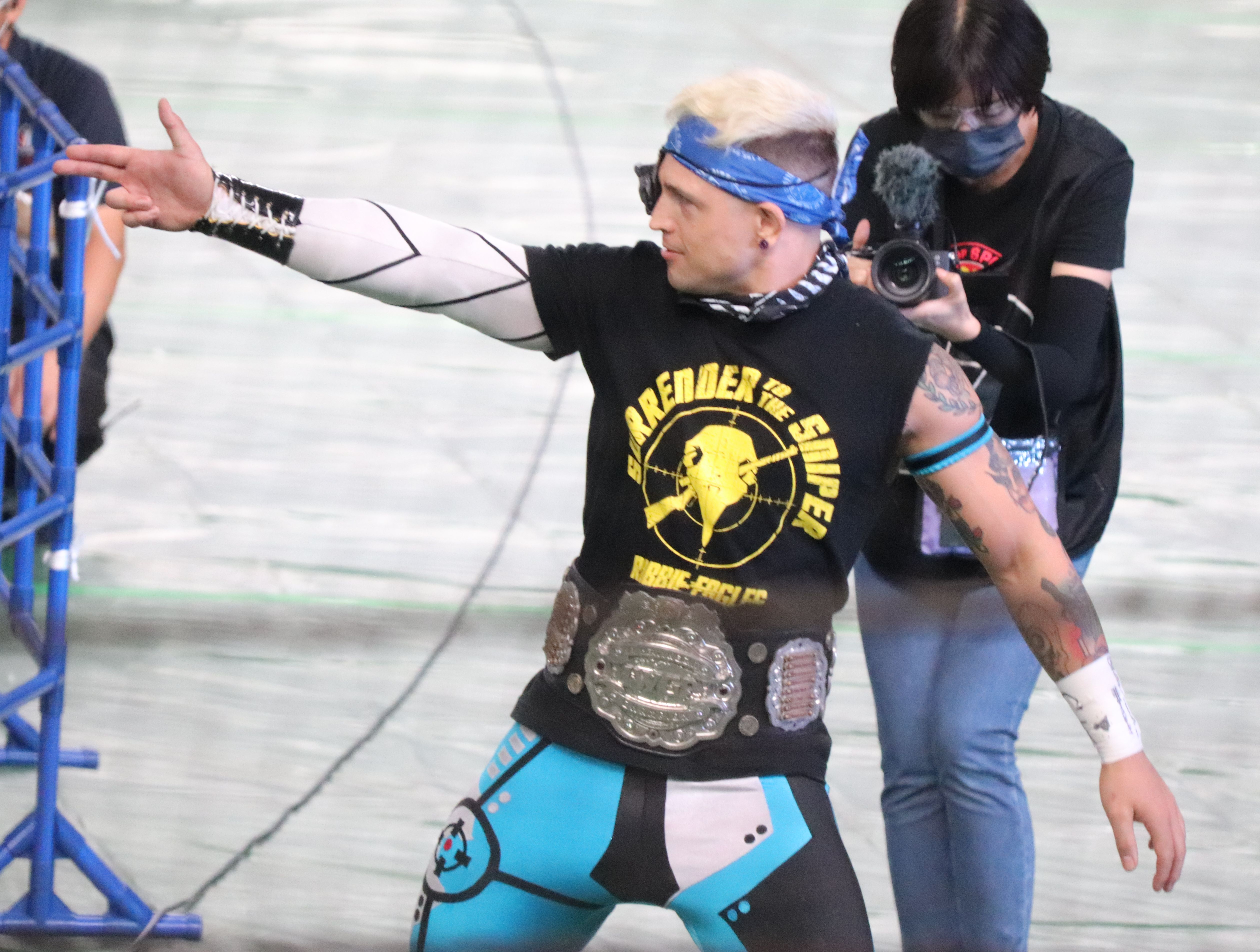
Eagles como Campeón Peso Pesado Junior de la IWGP.

  - 1Fall Openweight Championship (1 vez)[3]

- Blue Mountains Pro Wrestling
  - BMPW Heritage Championship (1 vez)[4]
  - BMPW World Heritage Series (1 vez)[5]

- Melbourne City Wrestling
  - MCW Intercommonwealth Championship (1 vez)[6]

- New Japan Pro-Wrestling
  - IWGP Junior Heavyweight Championship (1 vez)
  - IWGP Junior Heavyweight Tag Team Champion (2 veces) - con Tiger Mask IV  y Kosei Fujita

- Newcastle Pro Wrestling
  - Kings Of The Castle winner (1 vez) - with Mat Diamond[7]
  - Newy Pro Middleweight Championship (3 veces, inaugural)[6]

- Professional Wrestling Alliance/Pro Wrestling Australia
  - A1GP Championship[4]
  - King Of The New School 2010 Tag Team Tournament winner (1 vez) - Mat Diamond[7]
  - PWA Heavyweight Championship (3 veces)[6]
  - PWA Tag Team Championship (1 vez, inaugural) - with Mat Diamond[6]

- World Series Wrestling
  - WSW World Heavyweight Championship (1 vez, actual)[8]